# نواف مصالحة
نواف مصالحة (وُلد 26 نوفمبر 1943- 26 أكتوبر 2021)، هو سياسي من عرب الداخل، أصبح أول مسلم عربي تسلم حقيبة وزارية في الحكومة الإسرائيلية عندما تم تعيينه نائب وزير الصحة من قبل إسحق رابين في عام 1992.

## النشأة
ولد مصالحة في بلدة كفر قرع خلال عهد الانتداب البريطاني على فلسطين، تعلم في جامعة تل أبيب، وحصل منها على درجة البكالوريوس، وعمل مدرسًّا. وهو متزوج ولديه خمسة أبناء.

## نشاطه السياسي
كان مدير القسم العربي في الهستدروت، ثم أصبح عضواً في لجنتها المركزية، التحق بحزب العمل الإسرائيلي، وتدرج فيه حتى أصبح عضوًا في مركز الحزب، شغل مقعداً في الكنيست من الثانية عشرة وحتى الخامسة عشرة عن حزب العمل، وفي سنة 2002م قدم استقالته نهائيًّا من حزب العمل الإسرائيلي الذي كان يقوده في ذلك الوقت بنيامين بن إليعازر؛ احتجاجًا على موقفه العنصري في خطة الطوارئ الاقتصادية، وغيرها من المواقف المتراكمة.

## وصلات خارجية
- صفحته في موقع الكنيست
- معلومات في موقع وفا